# Ryōsuke Maeda (Fußballspieler, 1998)
Ryōsuke Maeda (japanisch 前田 椋介 Maeda Ryōsuke; * 2. März 1998 in der Präfektur Miyazaki) ist ein japanischer Fußballspieler.

## Karriere
Maeda erlernte das Fußballspielen in der Schulmannschaft der Miyazaki Nihon University High School und der Universitätsmannschaft der Miyazaki Sangyo-keiei University. Seinen ersten Vertrag unterschrieb er 2020 bei Fukushima United FC. Der Verein aus Fukushima spielte in der dritthöchsten Liga des Landes, der J3 League. Für Fukushima stand er zwanzigmal in der dritten Liga auf dem Spielfeld. Im Januar 2021 wechselte er zum Ligakonkurrenten Tegevajaro Miyazaki. Für den Verein aus Miyazaki stand er 27-mal in der dritten Liga auf dem Spielfeld. Im Januar 2022 wechselte er zum Zweitligisten Mito Hollyhock.